# The Underground Resistance
The Underground Resistance è il quindicesimo album in studio del gruppo musicale norvegese Darkthrone. L'album è uscito il 25 febbraio 2013 sotto l'etichetta Peaceville Records.

## Il disco
The Underground Resistance segna un allontanamento dalle sonorità crust punk presenti negli ultimi album (a partire da The Cult Is Alive del 2006) verso un più tradizionale heavy metal. In un'intervista Nocturno Culto definisce il genere del disco semplicemente come metal. The Underground Resistance presenta influenze thrash metal, speed metal, black metal e punk.

## Tracce
1. Dead Early - 4:49 (Nocturno Culto)
2. Valkyrie - 5:14 (Fenriz)
3. Lesser Men - 4:55 (Nocturno Culto)
4. The Ones You Left Behind - 4:16 (Fenriz)
5. Come Warfare, The Entire Doom - 8:37 (Nocturno Culto)
6. Leave No Cross Unturned - 13:49 (Fenriz)

## Crediti
Darkthrone
- Nocturno Culto - voce, chitarra, basso
- Fenriz - voce, batteria, basso nella traccia 4

Altri crediti
- Jack Control - mastering
- Jim Fitzpatrick - copertina

## Classifiche
| Classifica (2013) | Posizione massima |
| ----------------- | ----------------- |
| Belgio            | 199               |
| Svezia            | 50                |
| Finlandia         | 35                |
| Norvegia          | 23                |